# Hatten av för så'na!
Hatten av för så'na! (engelska: Hats Off) är en förlorad stumfilm med Helan och Halvan från 1927 regisserad av Hal Yates.

## Handling
Helan och Halvan ska leverera en tvättmaskin och måste gå uppför en lång trappa.

## Om filmen
Filmen har gått förlorad och finns inte tillgänglig, däremot finns stillbilder från filmen.
Filmens handling är baserad på kortfilmen Ice Cold Cocos från 1926 med Billy Bevan och återanvändes i duons senare ljudfilm Pianoexpressen som utkom 1932 och Edgar Kennedy-kortfilmen It's Your Move som utkom 1945, varav en liten detalj i duons stumfilm Muntra musikanter som utkom 1928.
Trapporna som förekommer i denna film hade redan använts i stumfilmerna The Pest från 1922 med Stan Laurel och Isn't Life Terrible? från 1925 med Charley Chase, och återanvändes även i Pianoexpressen 1932.

## Rollista
- Stan Laurel – Stan (Halvan)
- Oliver Hardy – Ollie (Helan)
- James Finlayson – ägare
- Anita Garvin – dam på trappan
- Dorothy Coburn – dam på trappan
- Ham Kinsey – fotgängare
- Sam Lufkin – fotgängare
- Chet Brandenburg – fotgängare
- Max Davidson – fotgängare[3]